# Oster-Ohrstedt
Oster-Ohrstedt (frisó septentrional Aaster Uurst, danès Øster Ørsted) és un municipi del districte de Nordfriesland, dins l'Amt Viöl, a l'estat alemany de Slesvig-Holstein. Es troba a 14 kilòmetres de Husum. El riu Mühlenau hi neix. El 31 de desembre del 2023 tenia 657 habitants.